# Krusze (województwo kujawsko-pomorskie)
Krusze – kociewska wieś sołecka w Polsce położona w województwie kujawsko-pomorskim, w powiecie świeckim, w gminie Warlubie.
| SIMC    | Nazwa        | Rodzaj    |
| ------- | ------------ | --------- |
| 0099180 | Bąkówko      | część wsi |
| 0099197 | Osiek        | część wsi |
| 0099205 | Trzy Chałupy | część wsi |

W latach 1975–1998 miejscowość administracyjnie należała do województwa bydgoskiego. Według Narodowego Spisu Powszechnego (III 2011 r.) liczyła 292 mieszkańców. Jest szóstą co do wielkości miejscowością gminy Warlubie.